# Heerlen-Stad
Heerlen-Stad is het stadsdeel van Heerlen dat het eigenlijke centrum van de stad en de naastliggende buurten omvat.
Deze wijken zijn:
- Heerlen-Centrum, met Centrum, Op de Nobel, 't Loon en Lindeveld
- Aarveld-Bekkerveld met Aarveld en Bekkerveld
- Douve Weien-Caumerveld met Douve Weien en Caumerveld
- Eikenderveld
- GMS of Schandelen-Grasbroek met Grasbroek, Musschemig, Hoppersgraaf, Schandelen, Meezenbroek, Schaesbergerveld en Palemig
- Molenberg
- Welten-Benzenrade met Welten, Benzenrade, Terworm en Ziekenhuis
- Zeswegen-Nieuw Husken met Zeswegen en Nieuw Husken

In het westen van Heerlen-Stad bevindt zich het dal van de Geleenbeek, dat gelegen is in het buitengebied, en hier vindt men de buurten Terworm en Ten Esschen: hier wordt Heerlen begrensd door de Rijksweg 76.
Ten oosten van het centrum ligt het dal van de Caumerbeek. Waar deze beek in westelijke richting afbuigt vormt ze de noordgrens van het stadsdeel, ten noorden waarvan Heerlerheide zich bevindt. Naar het oosten toe wordt het stadsdeel begrensd door Schaesberg en naar het zuiden toe door het stadsdeel Heerlerbaan.